# چهاردهمین یکشنبه از روزگاری عادی
چهاردهمین یکشنبه از روزگاری عادی (ایتالیایی: La quattordicesima domenica del tempo ordinario) یک فیلم درام ایتالیایی به کارگردانی پوپی آواتی است که در سال ۲۰۲۳ منتشر شد.

## گزیدهٔ بازیگران
- گابریلیه لاویا
- ادویژ فنش
- ماسیمو لوپز
- چزاره بوچی
- یاکوپو رامپینی